# Istorija biblioteka
Istorija biblioteka započela je sa prvim naporima da se organizuju kolekcije dokumenata. Teme od interesa uključuju pristup zbirci, nabavku materijala, aranžman i alate za pronalaženje knjiga, trgovinu knjigama, uticaj fizičkih svojstava različitih materijala za pisanje, jezičnu distribuciju, ulogu u obrazovanju, stope pismenosti, budžete, osoblje, biblioteke za posebno ciljanu publiku, arhitektonske zasluge, obrasce korišćenja i ulogu biblioteka u kulturnoj baštini nacije i ulogu vlade, crkve ili privatnog sponzorstva. Od 1960-ih godina pojavljuju se pitanja informatizacije i digitalizacije.
Istorija biblioteka je akademska disciplina posvećena proučavanju istorije biblioteka; to je potpolje bibliotekarstva i istorije.

## Rane biblioteke
Prve biblioteke sastojale su se od arhiva najstarijeg oblika pisanja - glinenih ploča sa klinastim pismom koje su otkrivene u hramskim prostorijama u Sumeru, neke od kojih potiču iz 2600. godine p. n. e.. Oko inč debele, tablice su izrađene u različitim oblicima i veličinama. Blatna glina je stavljana u drvene ramove, površina je bila izglađena za pisanje i ploče su ostavljene da se osuše tako da ostanu vlažne u nekoj meri. Nakon što su ispisane, glina je sušena na suncu ili je pečena u peći radi tvrđog finiša. Pri čuvanju tablice su se mogle postranično slagati, jedna pored druge, sa sadržajem opisanim naslovom napisanim po ivici koja je bila okrenuta prema spolja, koji je bio lako uočljiv. Prve biblioteke pojavile su se pre pet hiljada godina u Plodnom polumesecu jugozapadne Azije, oblasti koja se prostirala od Mesopotamije do Nila u Africi. Poznat kao kolijevka civilizacije, Plodni polumesec je bio rodno mesto pisanja, negde pre tri hiljade pre nove ere. Ove arhive, koje su se uglavnom sastojale od zapisa o trgovačkim transakcijama ili zalihama, označavaju kraj praistorije i početak istorije.
Situacija je bila približno ista u zapisima na papirusu vlade i hramova Starog Egipta. Najstariji otkriveni privatni arhivi čuvani su na Ugaritu; pored korespondencije i inventara, tekstovi mitova su verovatno biti standardna praksa - tekstovi za obuku novih pisara. Takođe postoje dokazi o bibliotekama u Nipuru oko 1900. godine p. n. e. i onima u Ninivi oko 700. godine p. n. e., koje sadrže sistem bibliotekarske klasifikacije.
Preko 30.000 glinastih tablica iz Asurbanipalove biblioteke otkriveno je u Ninivi, pružajući modernim učenjacima uvid u neverovatno bogatstvo mesopotamijske književnosti, verska i administrativna dela. Među nalazima je bila Enuma Eliš, poznata i kao Ep o stvaranju, koja prikazuje tradicionalni vavilonski pogled na stvaranje, Ep o Gilgamešu, veliki izbor „znamenitih tekstova”, uključujući Enumu Anu Enlil koja je „sadržala zapise koji se bave mesecom, njegovom vidljivošću, pomračenjima i vezama sa planetima i nepokretnim zvezdama, suncem, njegovom koronom, pegama i pomračenjima, vremenom, odnosno gromovima, grmljavinom i oblacima, planetama i njihovom vidljivošću, izgledom i pozicijama”, i astronomske/astrološke tekstove, kao i standardne spiskove koje koriste pisari i naučnici kao što su spiskovi reči, dvojezični rečnici, spiskovi znakova i sinonima i spiskovi medicinskih dijagnoza.
Tablice su bile smeštene u različitim posudama kao što su drvene kutije, pletene košare od trske ili glinene police. „Biblioteke” su bile katalogizovane pomoću kolofona, koji su utisak izdavača na kičmi knjige, ili u ovom slučaju tablici. Kolofoni su navodili naziv serije, naslov tablice i sve dodatne informacije koje je pisar trebao navesti. Na kraju su glinene tablice bile organizovane prema temi i veličini. Nažalost, zbog ograničenog prostora na policama, kada bi dodatne tablice bile dodate u biblioteku, starije bi bile uklonjene, zbog čega neke tablice nedostaju iz iskopanih gradova u Mesopotamiji.
Prema legendi, mitski filozof Laozi bio je čuvar knjiga u najranijoj biblioteci u Kini, koja je pripadala carskoj dinastiji Džou. Takođe, dokazi o katalozima koji su pronađeni u nekim uništenim drevnim bibliotekama ilustruju prisustvo bibliotekara.

## Literatura
- Black, Alistair. A New History of the English Public Library: Social and Intellectual Contexts, 1850–1914,  London and New York: Leicester University Press (1996); The Public Library in Britain 1914–2000 (2000)
- Casson, Lionel. (2001) Libraries in the Ancient World, Yale University Press; 169 pp.
- Harris, Michael H. (1999). History of Libraries of the Western World (4th изд.). Scarecrow Press. ISBN 978-0-8108-7715-3.
- Harris, Michael H. ed. (1971) Reader in American Library History online edition Архивирано на веб-сајту  (24. јун 2019); articles by scholars
- Hoare, Peter, ed. (3 vol. 2006) The Cambridge History of Libraries in Britain and Ireland, 2072 pages
- Hobson, Anthony. Great Libraries, Littlehampton Book Services (1970), surveys 27 famous European libraries (and 5 American ones) in 300pp
- Krause, Louise Beerstecher (1898), Reading List on Library Buildings, Boston: Boston Book Company
- Lerner, Fred. (2nd ed. 2009) The Story of Libraries: From the Invention of Writing to the Computer Age, London, Bloomsbury
- Martin, Lowell A. (1998) Enrichment: A History of the Public Library in the United States in the Twentieth Century, Scarecow Press
- Murray, Stuart A.P. (2012) The Library: An Illustrated History. American Library Association, Chicago.
- Staikos, Konstantinos, The History of the Library in Western Civilization, translated by Timothy Cullen, New Castle, Del.: Oak Knoll Press, 2004–2013 (six volumes).
- Stam, David H. (2001). International Dictionary of Library Histories. Taylor & Francis., 1100pp; covers 122 major libraries in Europe, 59 in U.S, and 44 others, plus 47 thematic essays
- Wedgeworth, Robert;  ., ур. (1993). World Encyclopedia of Library and Information Services (3rd изд.). American Library Association.
- Wiegand, Wayne A.; Donald G. Davis, Jr. (1994). Encyclopedia of Library History. Taylor & Francis.; covers 60 major libraries